# Stile severo

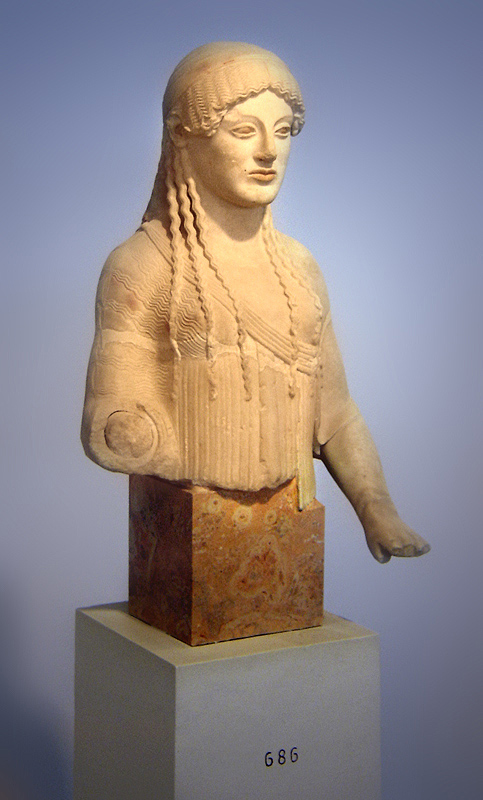
Kore di Euthydikos (490 a.C. circa), Atene, Museo dell'Acropoli

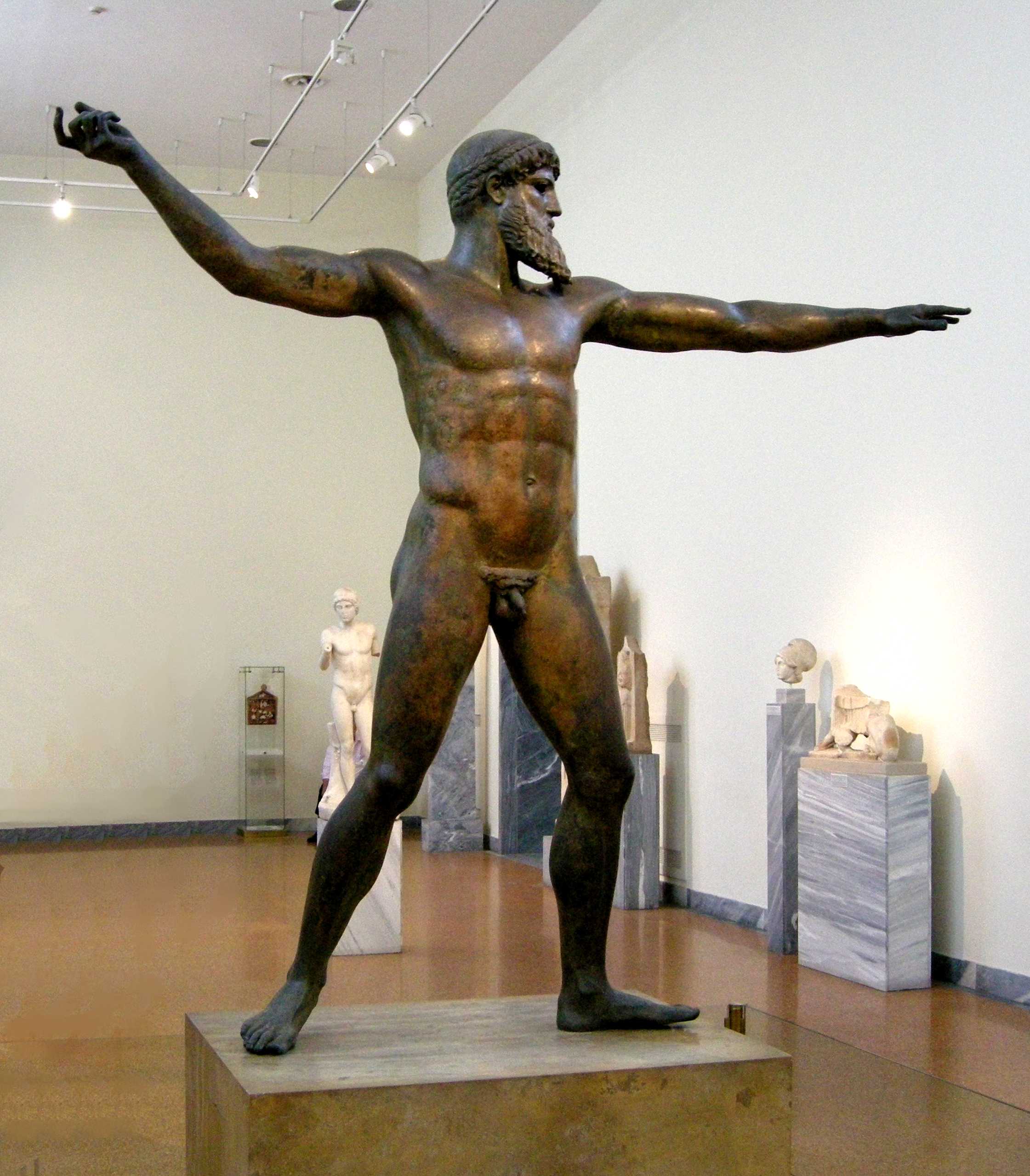
Cronide di Capo Artemisio (480-470 a.C. circa), Atene, Museo archeologico nazionale

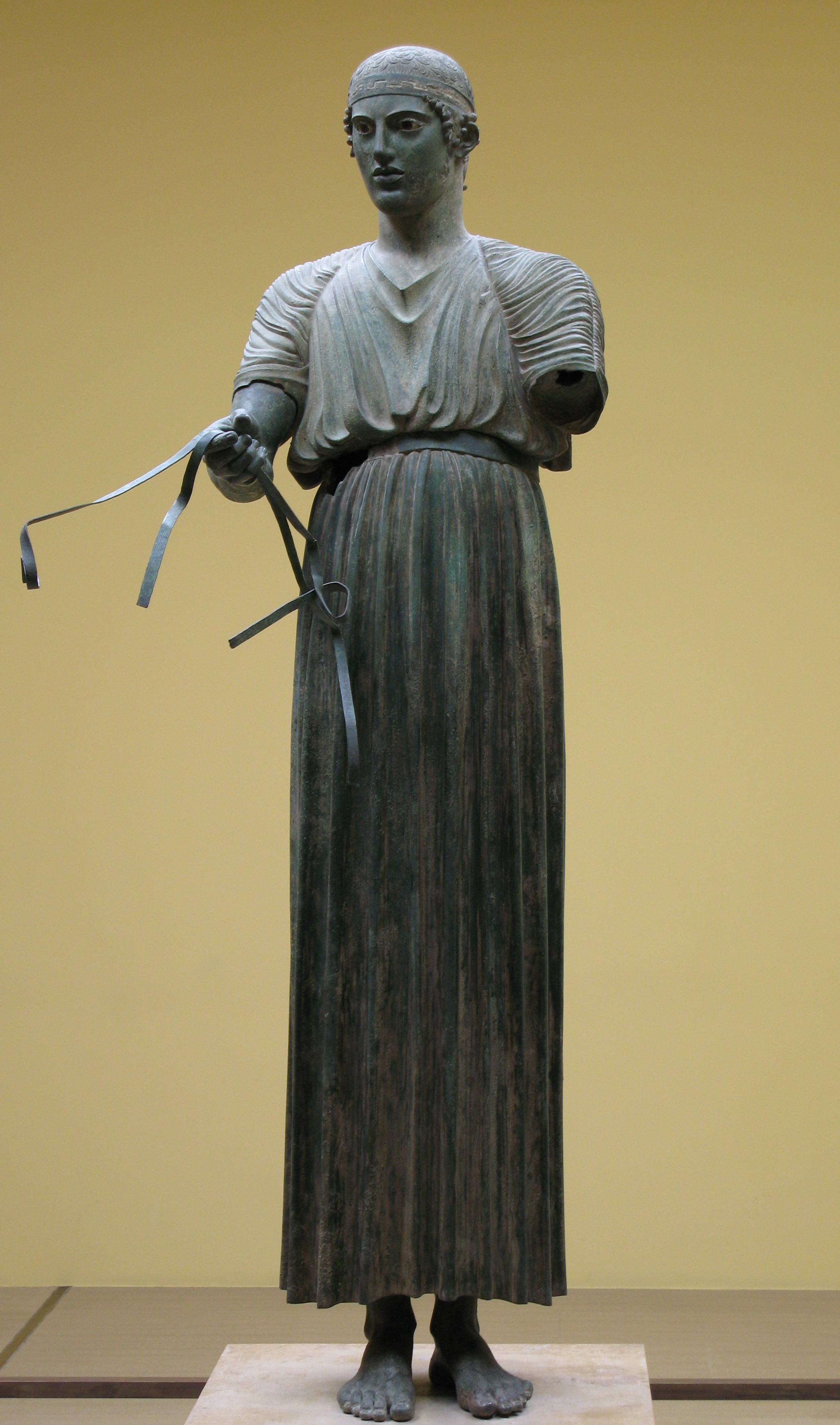
Auriga di Delfi (474 a.C.), Delfi, Museo archeologico

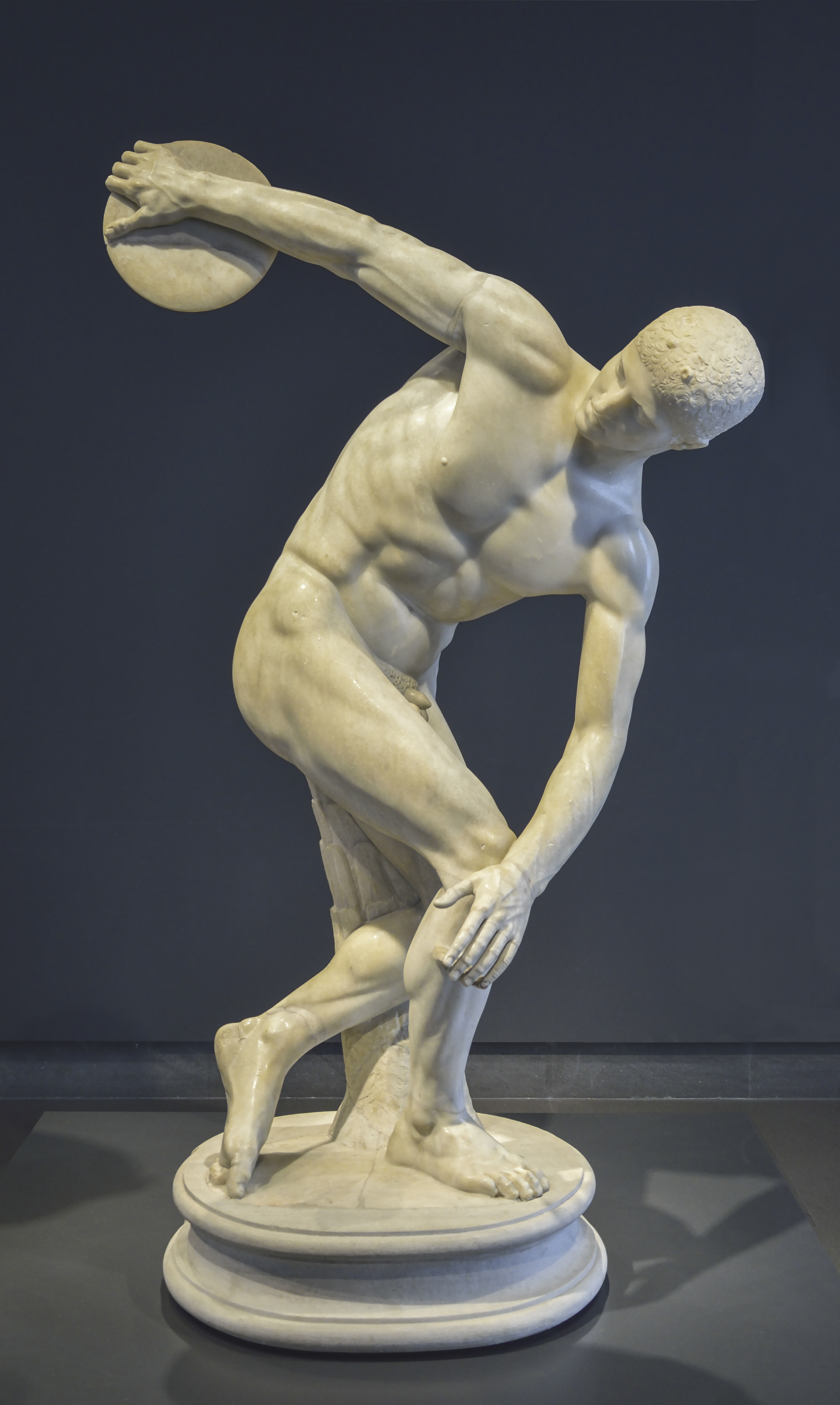
Da Mirone, Discobolo Lancellotti (copia romana da un originale bronzeo del 455 a.C.), Roma, Palazzo Massimo alle Terme

Lo stile severo è una fase della scultura greca databile tra il 480 e il 450 a.C., ovvero il periodo di transizione tra l'arcaico maturo e il pieno classicismo.

## Contesto storico
Il periodo entro il quale si sviluppa lo "stile severo" è nel mondo greco particolarmente vivace sotto ogni aspetto. Le riforme di Clistene segnarono un deciso avanzamento, in politica, fino a un regime democratico. Acquisirono importanza nuove istituzioni rette da gruppi sociali diversi dagli aristocratici che avevano sponsorizzato la raffinata arte arcaica.
Grandi avanzamenti si verificarono nel campo delle scienze, degli ordinamenti sociali, nel pensiero filosofico e nelle arti legate alla parola, poesia e teatro: una rivoluzione dello spirito che l'arte recepì e a cui partecipò. L'antropocentrismo greco giunse a maturazione: i raggiungimenti nello studio dell'anatomia e della chirurgia portarono a cambiamenti nell'arte a livello formale e un nuovo modo di pensare, quale si manifestò ad esempio nella tragedia, comportò una nuova rappresentazione dell'umanità, più concentrata e meditativa.
Con le vittorie militari sui Persiani andò maturando nella coscienza greca un'affermazione di superiorità della loro cultura e civiltà. Le rovine dopo gli avvenimenti bellici inoltre diedero nuovo impulso alla produzione scultorea, reintegrando opere distrutte in guerra.

## Elementi caratterizzanti
Già Cicerone e Quintiliano, parlando dell'arte di questi anni, giudicarono le sculture "rigide e dure", seguendo un'interpretazione evoluzionistica della storia dell'arte, con la fase "severa" quale preparazione all'arte classica.
Se lo stile arcaico si era formato nella definizione della linea di contorno che racchiudeva la figura, nello stile severo sono gli elementi anatomici ad assorbire l'attenzione degli artisti soprattutto per quanto riguarda la loro funzione all'interno della struttura corporea; non sono i lineamenti esterni che interessano, i particolari o le manifestazioni contingenti, ma i meccanismi interni che determinano l'equilibrio delle forme esterne, con una concentrazione che conduce, per conseguenza, all'eliminazione di ogni accenno decorativo.
Parallelamente alla ricerca di un maggiore realismo anatomico nelle singole figure, si sperimenta una minore rigidità nella disposizione delle stesse nello spazio e nei rapporti spaziali tra una figura e l'altra. Malgrado gli effettivi documenti sui quali è possibile oggi studiare e riconoscere ciò che chiamiamo "stile severo" la vera guida del cambiamento in arte sembra essere stata la pittura, un ruolo di cui restano testimoni le fonti letterarie e la pittura vascolare della fine del VI secolo, nel momento in cui avvenne il passaggio dallo stile a figure nere allo stile a figure rosse. È infatti nella grande pittura murale che sembrano essere state sperimentate quelle innovazioni che è possibile leggere nella decorazione scultorea del Tempio di Zeus ad Olimpia: la particolarità nella scelta del momento della rappresentazione, le soluzioni prospettiche, la tipizzazione della figura umana.
Tra gli scultori il materiale prediletto era il bronzo: le statue bronzee ottenute con la tecnica della fusione a cera persa riproducono esattamente i modelli in terracotta o argilla e questo materiale rendeva possibile una sperimentazione compositiva e formale altrimenti impensabile.
L'esito di particolare equilibrio, di "misura", tra reale e ideale a cui giunse l'arte greca nel periodo "severo" dovette arrestarsi di fronte ad una nuova manifestazione artistica, quale si diede a partire dalla metà del V secolo a.C., detta classico maturo; l'attenzione agli aspetti psicologici, agli atteggiamenti e ai "tipi" umani tornerà nel periodo ellenistico, ma dotata ormai di valenze culturali differenti.

## Le opere
Per quanto riguarda la figura isolata il passaggio dall'età arcaica all'età severa appare evidente in opere come la kòre di Euthydikos, il cosiddetto Efebo biondo (490 a.C. ca., marmo, h 24,5 cm, Museo dell'Acropoli di Atene) e l'Efebo attribuito alla bottega di Crizio. Nell'ambito della scultura architettonica la transizione appare nel frontone orientale del tempio di Afaia a Egina.
È a partire dall'epoca dello stile severo che le testimonianze letterarie relative agli scultori greci si infittiscono; gli scrittori di età ellenistica riconobbero nei maestri di questo periodo le premesse ai problemi condotti alle ultime conseguenze nell'epoca successiva. Ci sono giunti i nomi di Onata di Egina, Calamide, Pitagora di Reggio e Mirone, ma solo per quest'ultimo le attività di ricostruzione e attribuzione possono dirsi sicure. Restano, come in epoca arcaica e come non sarà più in seguito, a causa della predominanza ateniese, grandi aree di distinzione regionale che offrono possibilità di sistemazione critica.
Opera chiave di questo periodo sono i frontoni del tempio di Zeus a Olimpia (471-456 a.C.), per il quale si è ipotizzata la presenza di un unico grande non identificato, a sovrintendere all'intera decorazione scultorea.
I grandi bronzi sopravvissuti sono: l'Auriga di Delfi (470 a.C. ca., bronzo, h 180 cm, Delfi, Museo archeologico); la testa, proveniente da Cipro, già appartenente al Duca di Devonshire e nota come Apollo Chatsworth e infine il Cronide, ritrovato in mare presso il Capo Artemision (460 a.C., bronzo, h 209 cm, Atene, Museo archeologico nazionale). Un altro celebre bronzo, noto oggi solo da copie romane marmoree, è l'Afrodite Sosandra, del 460 a.C. circa. In bronzo, ma note solo tramite copie marmoree, sono le opere di Mirone, quali il Discobolo (455 a.C.) e l'Athena e Marsia (450 a.C.). La figura dell'atleta inizia a sostituire quella del kouros.

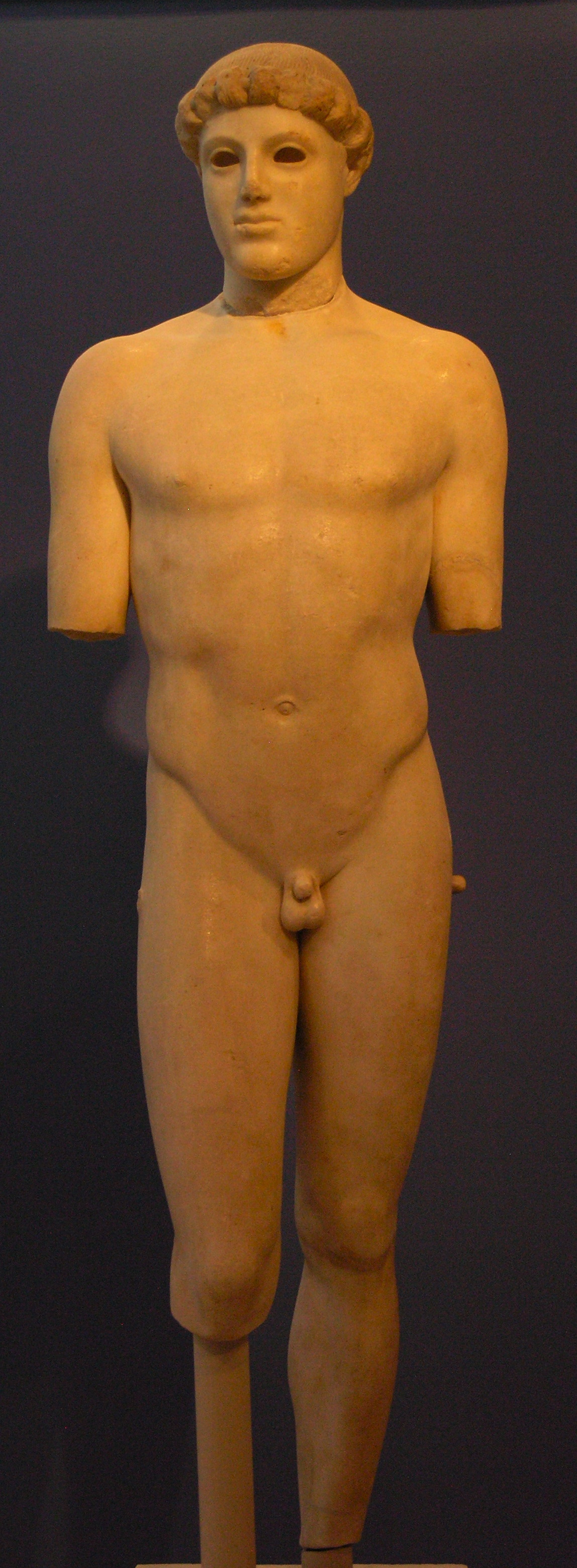
Efebo di Crizio (480 a.C. circa), Atene, Museo dell'Acropoli 698.
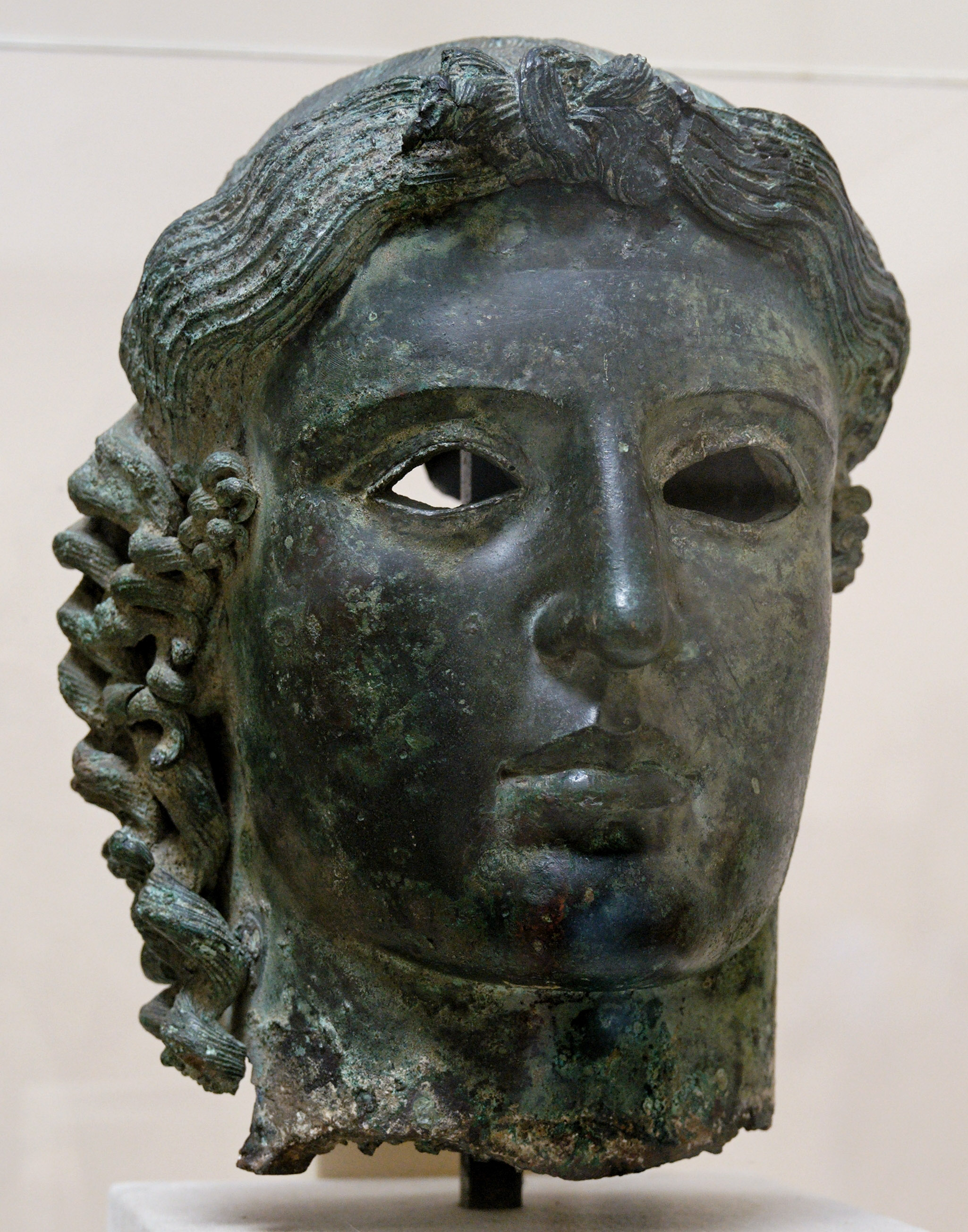
Apollo Chatsworth (460 a.C. circa), Londra, British Museum.
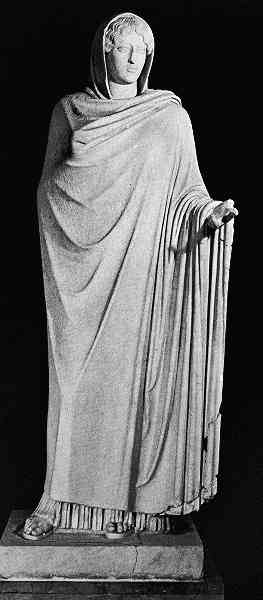
Afrodite Sosandra (copia romana del II secolo da un originale bronzeo del 460 a.C.), Napoli, Museo archeologico nazionale.
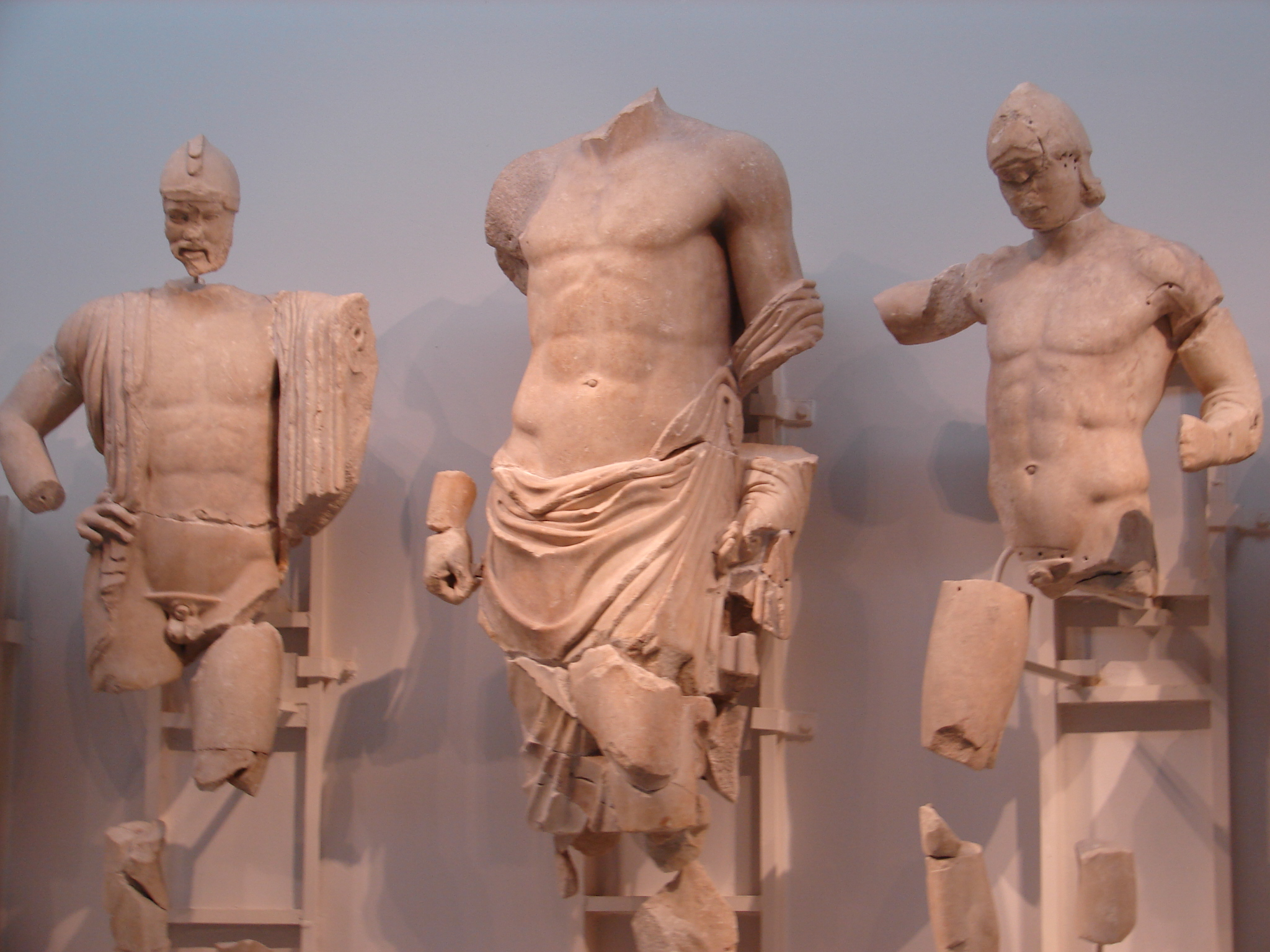
Particolare del frontone est del tempio di Zeus a Olimpia (471-456 a.C.).
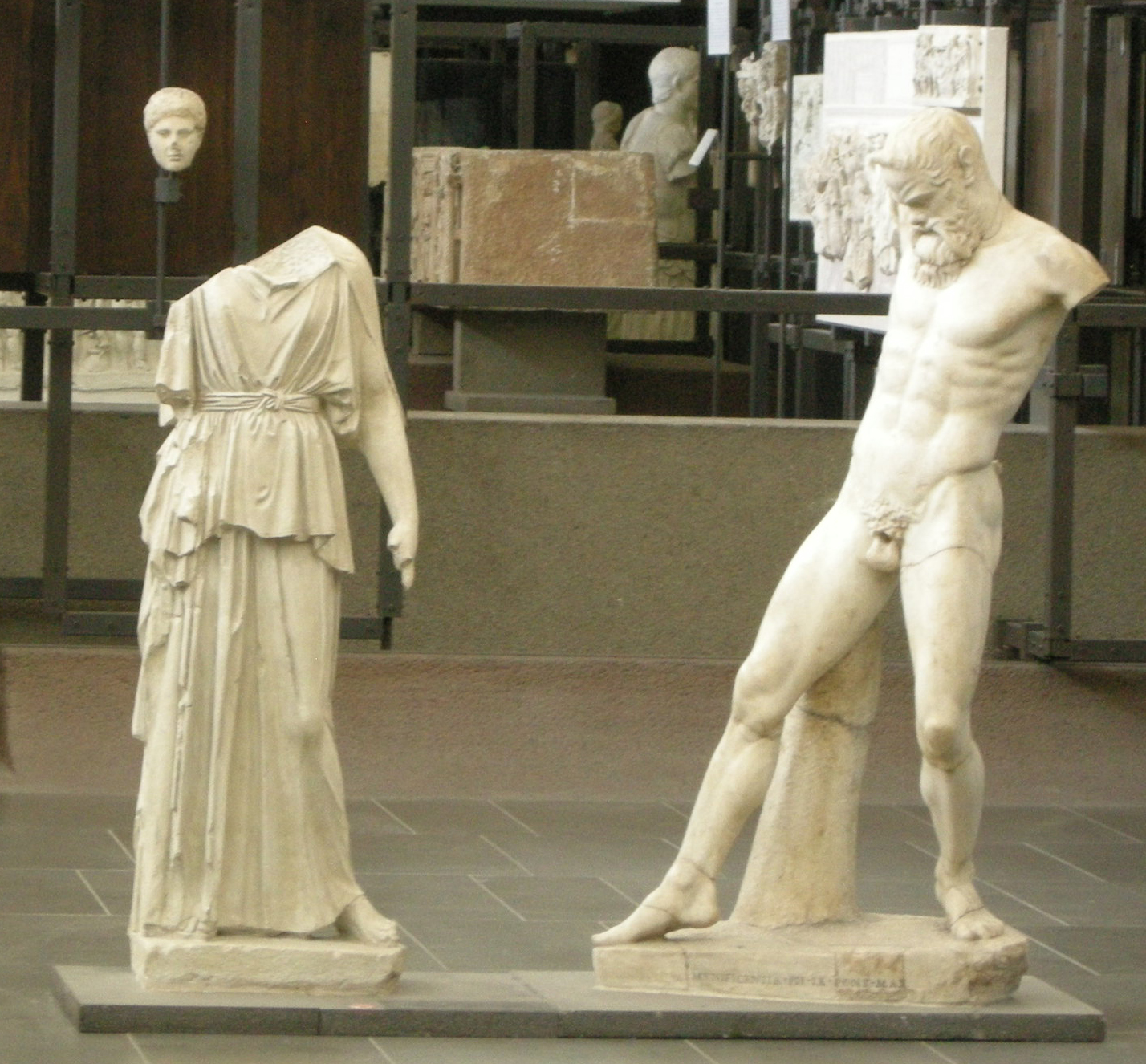
Da Mirone, Athena e Marsia (copia romana da un originale del 450 a.C.), Roma, Musei Vaticani.
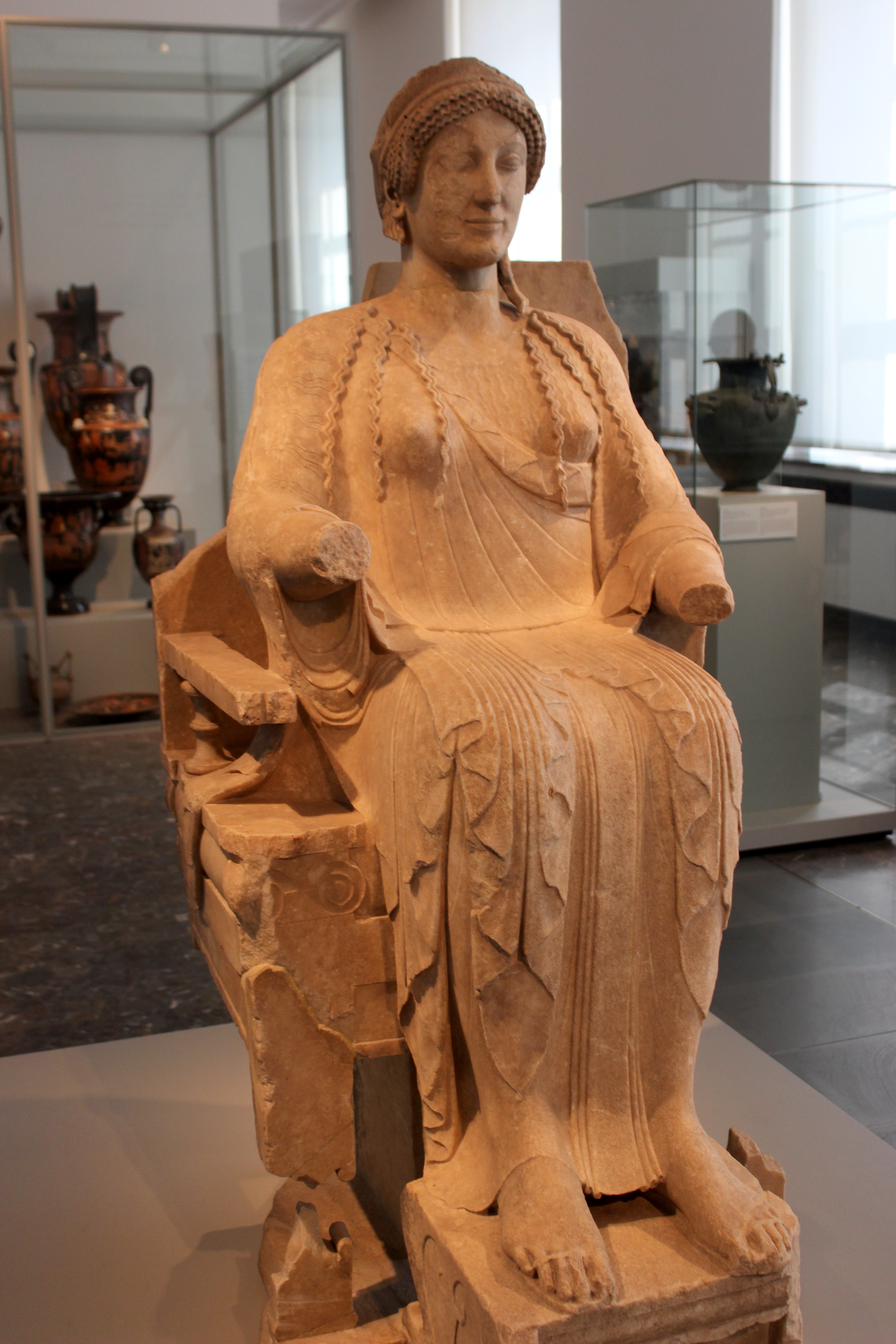
La cosiddetta Dea di Taranto, Altes Museum, Berlino